# Валкаваям
Валкаваям (Валхаваям) — река на северо-востоке полуострова Камчатка. Исток расположен в сопках Пылгинского хребта полуострова Говена.
Протекает по территории Олюторского района Камчатского края. Впадает в залив Корфа.
Длина реки 10 км. Крупный приток — Явалхываям.
Название в переводе с коряк. — «река стоящих челюстей».